# La Fille du juge
Pour plus de détails, voir Fiche technique et Distribution.
La Fille du juge est un film français réalisé par William Karel, sorti en 2006, à propos du juge Gilles Boulouque d'après le livre Mort d'un silence de sa fille Clémence Boulouque.

## Fiche technique
- Titre : La Fille du juge
- Réalisation : William Karel
- Scénario : d'après le récit de Clémence Boulouque, Mort d'un silence[1]
- Photographie : Romain Winding et Stéphane Saporito
- Son : Philippe Sorlin
- Musique : Denis Barbier
- Montage : Sophie Brunet
- Pays d'origine :  France
- Production : Roche Productions - Arte France Cinéma - INA - Cofinova 2
- producteurs : Dominique et Bernard Tibi
- Genre : documentaire
- Durée : 90 minutes
- Date de sortie : France, 4 janvier 2006

## Distribution
- Clémence Boulouque
- Elsa Zylberstein : voix

## Distinctions
- 2007 : nomination au César du meilleur film documentaire